# Colibrí roig de Mèxic
El colibrí roig de Mèxic (Pampa rufus) és una espècie d'ocell de la família dels troquílids (Trochilidae) que habita la selva humida, zona de matolls, camps i boscos de les muntanyes de l'est d'Oaxaca, Chiapas, centre de Guatemala i El Salvador.

## Taxonomia
Ubicat adés al gènere Campylopterus, ha estat traslladat a Pampa arran recents treballs.